# Neomitranthes obtusa
Neomitranthes obtusa é uma espécie de  planta do gênero Neomitranthes e da família Myrtaceae. 

## Taxonomia
A espécie foi descrita em 2002 por Oberdan Zambom e Marcos Sobral. 

## Forma de vida
É uma espécie terrícola e arbórea. 

## Conservação
A espécie faz parte da Lista Vermelha das espécies ameaçadas do estado do Espírito Santo, no sudeste do Brasil. A lista foi publicada em 13 de junho de 2005 por intermédio do decreto estadual nº 1.499-R. 

## Distribuição
A espécie é endêmica do Brasil e encontrada nos estados brasileiros de Alagoas, Bahia, Espírito Santo e Sergipe. 
A espécie é encontrada no domínio fitogeográfico de Mata Atlântica, em regiões com vegetação de restinga.